# Grahamstown
Grahamstown és una ciutat a la província de Cap Oriental a Sud-àfrica i és la seu del municipi de Makana. La població de Grahamstown (2003) era de 124 758 habitants (Rhodes University Journalism Department).
Es troba a uns 140 km de Port Elizabeth i a 180 km d'East London, Grahamstown també és la seu de la Universitat Rhodes, una diòcesi de l'Església de la Província de Sud-àfrica (C.P.S.A. - Anglicana) i un Tribunal Suprem. Tanmateix, no forma part de la South African Cities Network (vegeu Llista de ciutats de Sud-àfrica).

## Història
Grahamstown es fundava el 1812 com a posició militar per tinent coronel John Graham com a part de l'esforç per assegurar la frontera oriental d'influència britànica en la llavors Colònia del Cap contra els xoses. Grahamstown va créixer durant els anys 1820 a mesura que els pobladors i les seves famílies deixaven l'agricultura per establir-se en comerços més segurs. En unes quantes dècades es convertia en la ciutat més gran de la Colònia de Cap després de Ciutat del Cap. Aquí fou on Pieter Retief va llegir el seu manifest dels voortrekkers. Es convertia en un bisbat el 1852.
El 1904 s'hi va crear la Universitat de Rhodes a través d'una subvenció del Rhodes Trust. Avui proporciona classe mundial educació terciària en una gamma àmplia de disciplines a uns 6,000 estudiants universitaris i postgraduats.
Amb l'establiment de la Unió Sud-africana l'Alt Tribunal de Grahamstown es convertia en una divisió local de la Cort Suprema novament formada de Sud-àfrica (a Ciutat del Cap). Tanmateix després d'uns quants anys el jutjat s'elevava a una Divisió Provincial i una Divisió Local s'establia a Port Elizabeth. En algunes altres àrees de govern provincial Grahamstown també servia com a centre per al Cap Oriental.
El 1994 Grahamstown passava en bona part a la nova província de Cap Oriental, mentre que Bhisho era escollida com a capital provincial.